# Tachyphyle
Tachyphyle là một chi bướm đêm thuộc họ Geometridae.